# Stéphan Caron

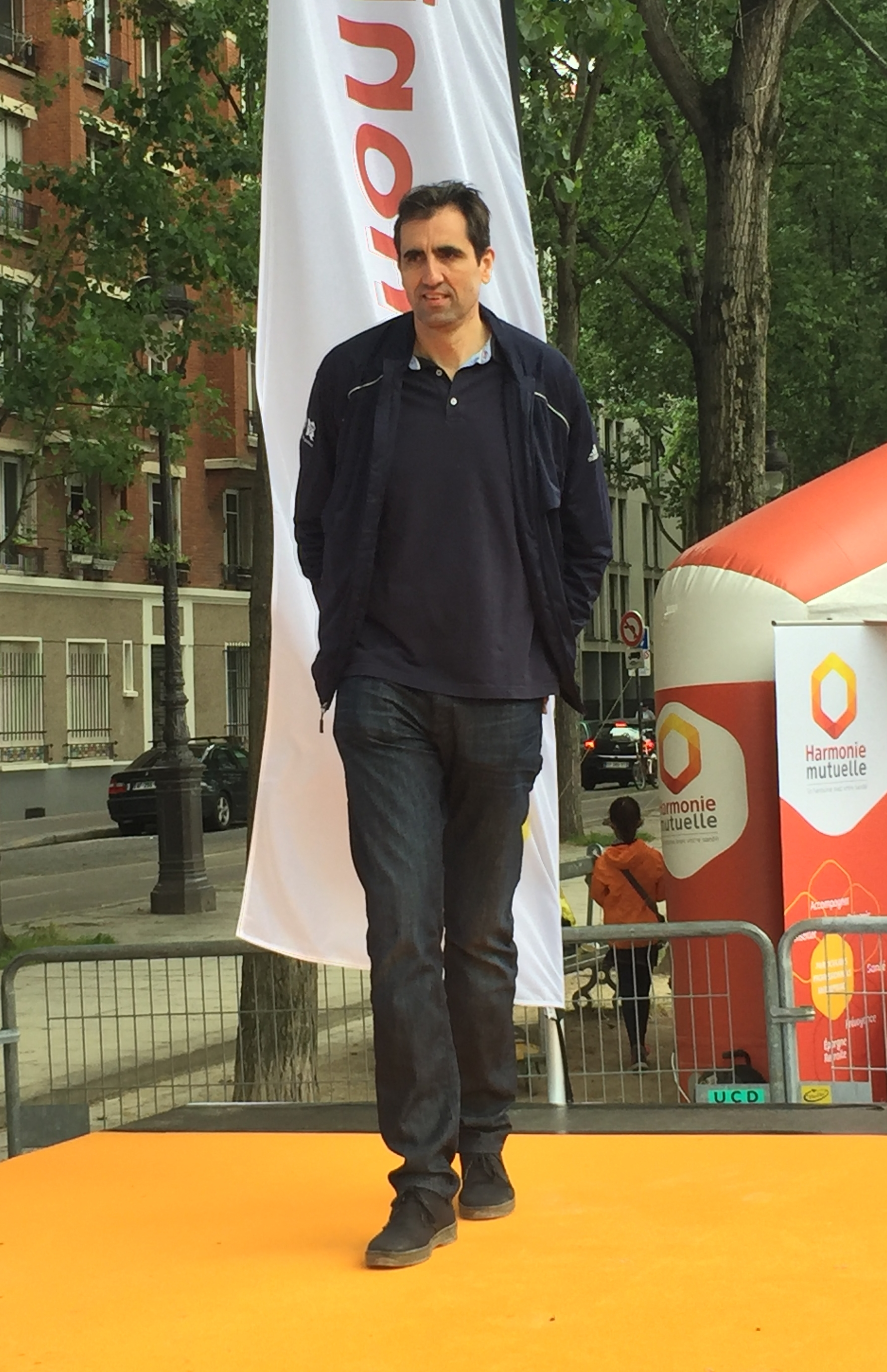
Stéphan Caron premiando a los ganadores de la competición de natación Open Swim Stars en París en 2016.

Stéphan Caron (Ruan, Sena Marítimo; 1 de julio de 1966) es un nadador francés, ya retirado, ganador de dos medallas olímpicas.

## Carrera deportiva
Participó, con 18 años, en los Juegos Olímpicos de Los Ángeles 1984, donde consiguió finalizar sexto en las pruebas de 100 m libres y relevos 4 x 100 m libres, octavo en relevos 4x200 m libres y décimo en relevos 4 x 100 m estilos.
En los Juegos Olímpicos de Seúl 1988 ganó una medalla de bronce en la prueba de 100 m libres y finalizó cuarto en relevos 4 x 100 m libres, además de caer en cuartos de final de las competiciones de 50 m libres y relevos 4 x 100 m estilos. 
En los Juegos Olímpicos de Barcelona 1992, su última aparición olímpica, consiguió revalidar su medalla de bronce en los 100 m libres, quedando cuarto en relevos 4 x 100 m libres y quinto en relevos 4 x 100 m estilos. Cayó en cuartos de final en 50 m libres. 
A lo largo de su carrera, Caron fue 33 veces campeón de Francia en 100 metros: 14 veces campeón de verano y 19 veces campeón de invierno. Ganó además una medalla de plata en el Campeonato Mundial de Natación de 1986 y dos medallas, una de oro y otra de plata, en el Campeonato Europeo de Natación de 1985 y en el Campeonato Europeo de Natación de 1987, respectivamente.